# Samuel Baldwin Marks Young
Samuel Baldwin Marks Young, född 9 januari 1840 Pittsburgh, Pennsylvania, död 1 september 1924 i Helena, Montana, var en amerikansk general. Han var den förste chefen för arméns krigsskola mellan 1902 och 1903. Han var den förste stabschefen i USA:s armé under perioden 15 augusti 1903 – 8 januari 1904.